# Campillo de Adentro
Campillo de Adentro es un caserío que forma parte de la diputación cartagenera de Perín y forma parte del espacio natural de la Sierra de la Muela, Cabo Tiñoso y Roldán, por lo que está situado en una zona hasta ahora catalogada como ZEPA y LIC. 
Su acceso es a través de la carretera regional RM-E23, la cual tras atravesar el Campillo termina en las Baterías de Castillitos en el Cabo Tiñoso.
La población de Campillo de Adentro apenas es de 37 habitantes según el Padrón Municipal de habitantes a 1 de enero de 2019. 

## Economía
Tradicionalmente su economía estaba ligada con las labores agrícolas y ganaderas, entre la que cabe destacar la actividad espartera del Campillo. La época de mayor esplendor de su economía fue durante la primera mitad del siglo XX, cuando tuvieron lugar en España la Guerra y la dictadura, pues es una zona donde había una fuerte presencia militar y de Guardia Civil, tal y como corroboran los edificios allí construidos como el Cuartel de la Guardia Civil, el Cuartel de Carabineros de Boletes, los Acuartelamientos de Cuartelillos y las Baterías de Loma Larga, Castillitos, Jorel y Atalayón. Sin embargo, la cada vez más acusada escasez de lluvias, la ausencia de agua corriente y el declive militar de la zona con la entrada en desuso del Cuartel de la Guardia Civil y con el reordenamiento de las Fuerzas Armadas y el cierre de todas las Baterías en 1994 con el Plan NORTE, provoca una caída de su actividad económica, un proceso de emigración y una terciarización de su economía. Actualmente la zona es un atractivo ecoturístico  que muestra paisajes únicos de la zona oeste de Cartagena con multitud de senderos, playas vírgenes y alojamientos rurales como en Ecoturismo Cabo Tiñoso .  
A día de hoy, esta zona se caracteriza por la ausencia de agua corriente, por lo que tan solo se abastece de agua de los pozos y aljibes privados. Ni el Ayuntamiento de Cartagena ni la Comunidad Autónoma de la Región de Murcia escuchan las peticiones de los vecinos para llevar el agua al Campillo ni para subvencionarles los costes para la obtención de agua para el consumo humano.

## Fiestas patronales
Sus fiestas patronales tienen lugar durante la primera quincena de agosto, a pesar de que su patrón es San José y al cual los vecinos dedicaron su Ermita. Las fiestas cuentan con actividades organizadas para todos los públicos y terminan con la Santa Misa y el tradicional almuerzo de hermandad el día 15 de agosto.  